# Abukari Gariba
Abukari Gariba (* 13. Juni 1939 in Tamale; † 23. Januar 2021 in Kumasi) war ein ghanaischer Fußballspieler.

## Karriere
Abukari Gariba spielte in Ghana Erstligafußball für Real Tamale United und den Asante Kotoko SC. Mit der ghanaischen Nationalmannschaft nahm er an den Olympischen Sommerspielen 1968 in Mexiko-Stadt teil. Im ersten Spiel der Vorrunde kam es zu einer hitzigen Partie gegen Israel. Am Ende der Partie attackierte Gariba mit seinem Mitspieler Charles Addo-Odametey den französischen Schiedsrichter Michel Kitabdjian. Infolgedessen wurde Gariba von der FIFA für ein Jahr gesperrt. Das ghanaische Team schied in der Vorrunde aus. Auch vier Jahre später gehörte Gariba zum Aufgebot für die Olympischen Spiele in München. Auch hier schied die Mannschaft in der Vorrunde aus.